# David Duncan
David Duncan (ur. 15 lipca 1982 w London) – kanadyjski narciarz dowolny, specjalizujący się w skicrossie. W 2014 roku wystartował na igrzyskach olimpijskich w Soczi, zajmując 26. miejsce. Był też między innymi dziewiętnasty na mistrzostwach świata w Deer Valley w 2011 roku i rozgrywanych dwa lata później mistrzostwach świata w Voss. Najlepsze wyniki w Pucharze Świata osiągnął w sezonie 2011/2012, kiedy to zajął 17. miejsce w klasyfikacji generalnej, a w klasyfikacji skirossu był szósty. W swym dorobku medalowym posiada również dwa medale Winter X-Games srebrny z 2010 roku oraz brązowy z 2012 roku.

## Osiągnięcia

### Igrzyska olimpijskie
| Miejsce | Dzień     | Rok  | Miejscowość | Konkurencja | Zwycięzca             |
| ------- | --------- | ---- | ----------- | ----------- | --------------------- |
| 26.     | 20 lutego | 2014 | Soczi       | Skicross    | Jean Frédéric Chapuis |
| 8.      | 21 lutego | 2018 | Pjongczang  | Skicross    | Brady Leman           |

### Mistrzostwa świata
| Miejsce | Dzień    | Rok  | Miejscowość   | Konkurencja | Zwycięzca             |
| ------- | -------- | ---- | ------------- | ----------- | --------------------- |
| 19.     | 4 lutego | 2011 | Deer Valley   | Skicross    | Christopher Del Bosco |
| 19.     | 10 marca | 2013 | Voss          | Skicross    | Jean Frédéric Chapuis |
| 26.     | 18 marca | 2017 | Sierra Nevada | Skicross    | Victor Öhling Norberg |

### Puchar Świata

#### Miejsca w klasyfikacji generalnej
- sezon 2007/2008: 124.
- sezon 2008/2009: 105.
- sezon 2009/2010: 40.
- sezon 2010/2011: 65.
- sezon 2011/2012: 17.
- sezon 2012/2013: 66.
- sezon 2013/2014: 24.
- sezon 2014/2015: 119.
- sezon 2015/2016: 208.
- sezon 2016/2017: 68.
- sezon 2017/2018: 142.

#### Miejsca na podium w zawodach
1. St. Johann in Tirol – 5 stycznia 2010 (skicross) – 3. miejsce
2. Lake Placid – 24 stycznia 2010 (skicross) – 3. miejsce
3. Innichen – 17 grudnia 2011 (skicross) – 3. miejsce
4. Bischofswiesen – 26 lutego 2012 (skicross) – 2. miejsce
5. Innichen – 21 grudnia 2013 (skicross) – 1. miejsce
6. Innichen – 22 grudnia 2013 (skicross) – 1. miejsce
7. Val Thorens – 17 stycznia 2014 (skicross) – 3. miejsce

- W sumie (2 zwycięstwa, 1 drugie i 4 trzecie miejsca).